# Vorontsóvskaia
Vorontsóvskaia - Воронцовская (rus) - és una stanitsa del krai de Krasnodar, a Rússia. És a la zona d'estepa del marge dret del riu Kuban, a 39 km a l'oest de Dinskaia i a 29 km al nord-oest de Krasnodar. Pertany a l'stanitsa de Novovelitxkovskaia.